# سوزي فريلينغايسن
سوزي فريلينغايسن (بالإنجليزية: Suzy Frelinghuysen)‏ هي رسامة ومغنية أوبرا ومغنية أمريكية، ولدت في 7 مايو 1911، وتوفيت في 19 مارس 1988 في لينوكس في الولايات المتحدة.